# Dichaetomyia scutellaris
Dichaetomyia scutellaris este o specie de muște din genul Dichaetomyia, familia Muscidae, descrisă de Malloch în anul 1928. Conform Catalogue of Life specia Dichaetomyia scutellaris nu are subspecii cunoscute.